# بولين سميث
بولين سميث (بالإنجليزية: Pauline Smith) هي رسامة بريطانية، ولدت في 5 سبتمبر 1933 في كينيا، وتوفيت في 19 مارس 2017.